# Daniel Tognetti
Daniel Carlos Tognetti (23 de enero de 1970) es un periodista argentino.

## Biografía
Realizó sus estudios secundarios en el Colegio Juan Martín de Pueyrredón del Barrio de San Telmo. Estudió Periodismo en la Universidad de Buenos Aires, donde se graduo en 1994.
Entre 1995 y 1999 formó parte del programa televisivo Caiga Quien Caiga, donde realizaba notas a políticos y personalidades de Argentina. En el 2000 comenzó el programa periodístico Punto Doc junto a Rolando Graña, también producido por Cuatro Cabezas. El programa continuó hasta 2004, con el ingreso de Miriam Lewin en 2003.
En radio condujo el programa Riesgo País a lado de Ernestina Pais y Daniel Malnatti y se emitía los sábados por la mañana en la FM Rock & Pop entre 2001 y 2004, y durante 2005 trabajó en Radio Uno como conductor de un programa.
Su siguiente trabajo fue como conductor y entrevistador del programa de investigación documental Blog, durante el año 2006 en Canal 9. Luego, trabajó como conductor de noticiero, primero en Canal 9 (entre 2007 y 2008) y luego en C5N (entre 2008 y mediados de 2009).
En 2009 condujo el programa Zoom, Mirá de Cerca junto a Andy Kusnetzoff y Freddy Villarreal por El Trece. En marzo de 2010 se convirtió en el presentador de Duro de Domar por Canal 9, cargo que ocupó hasta marzo de 2015, cuando fue reemplazado por el antiguo conductor de dicho programa Roberto Pettinato.
De lunes a viernes por la mañana en Radio 10.

## Trayectoria

### Televisión
| Año       | Programa           | Canal                                       |
| --------- | ------------------ | ------------------------------------------- |
| 1995-2004 | CQC                | América TV (1995-1999), eltrece (2000-2004) |
| 2000-2004 | Punto Doc          | América TV                                  |
| 2006      | Blog               | elnueve                                     |
| 2007-2008 | Telenueve          | elnueve                                     |
| 2008-2009 | Mañanas Argentinas | C5N                                         |
| 2009      | Zoom               | eltrece                                     |
| 2010-2014 | Duro de Domar      | elnueve                                     |

### Radio
| Año           | Programa             | Radio                                                |
| ------------- | -------------------- | ---------------------------------------------------- |
| 1999          | Levantate y anda     | Radio Uno                                            |
| 2000          | Marca personal       | Nacional Rock                                        |
| 2001-2004     | Riesgo País          | Rock & Pop                                           |
| 2005          | Mi nombre es ninguno | Radio Uno                                            |
| 2006          | Así me gusta         | Mega 98.3                                            |
| 2007-2008     | Así me gusta         | Radio La Red                                         |
| 2009-2010     | Así me gusta         | Radio Rivadavia                                      |
| 2011-2016     | Territorio comanche  | Nacional Rock                                        |
| 2015-presente | Siempre es hoy       | Radio del Plata (2015-2018) Radio 10 (2019-presente) |